# Hermann Lüken-Klaßen
Hermann Lüken-Klaßen (* 2. Juni 1924 in  Ahlen; † 10. März 1994 in Renkenberge) war ein deutscher Politiker (Zentrum/CDU). Er war mehrfach Abgeordneter im Landtag von Niedersachsen.

## Leben
Hermann Lüken-Klaßen absolvierte nach dem Schulbesuch eine landwirtschaftliche Fachausbildung und arbeitete als Landwirt. Sein behördlicher Name war Lüken Genannt Klaßen, dass sein Vorfahre Hermann Lüken die Hoferbin Anna Klaßen heiratete, im Volksmund aber der alte Hofname erhalten blieb, so dass er – im Emsland durchaus üblich – in behördlichen Dokumenten Lüken Genannt Klaßen hieß.
Von 1942 bis 1945 war er im Zweiten Weltkrieg eingesetzt und kehrte 1945 schwerverletzt zurück. Nach dem Zweiten Weltkrieg war er 1947 Gründer und bis 1952 erster Vorsitzender des Kreislandjugendbundes in Aschendorf-Hümmling. Nachdem sich wieder Parteien gründen durften, schloss er sich der vor 1933 im Emsland dominierenden katholischen Zentrumspartei an. 1951 kandidierte er zur Landtagswahl vom 6. Mai als Spitzenkandidat des Zentrums im Wahlkreis 90 Aschendorf-Hümmling, unterlag aber mit  6621 Voten dem CDU/DP-Vertreter Landrat Johann Heermann. Am 25. April 1953 rückte er als Fünfter der Zentrums-Landesliste in den Niedersächsischen Landtag nach, da durch eine Neuverrechnung des Wahlergebnisses nach dem Verbot der rechtsradikalen Sozialistischen Reichspartei mehrere Abgeordnete nachzogen. Er war bis Oktober 1953 Mitglied der Zentrumsfraktion und blieb bis zum Ende der zweiten Wahlperiode 1955 im Landtag vertreten. Ebenso rückte er 1952 auf der Liste Zentrum/CDU in den Kreistag gewählt.
Lüken-Klaßen machte sich einen Namen als Helfer in sozialen Belangen und Vertreter von Landwirtschaftsinteressen, zunächst vor allem der im Emsland noch zahlreichen Heuerleuten, deren Siedlung und Wohnungsbau er förderte.
Als der Niedersächsische Landtag 1954 ein neues Wahlgesetz debattierte, das mit seiner Fünfprozentklausel kleine Parteien wie das Zentrum aus dem Landtag verdrängen sollte, votierte er gegen die Parteimeinung für das neue Gesetz und trat mit seinem Fraktionskollegen Gregor Dall zur CDU über, mit dem beide schon zuvor verhandelt hatten. Nach seinem Ausscheiden aus dem Landtag 1955 wurde er einer der wichtigsten CDU-Politiker aus Kreisebene, wo er 1960 Vorsitzender der CDU-Kreistagsfraktion wurde. 1963 kam er dann als CDU-Direktkandidat wieder in den Landtag. In der fünften und sechsten Wahlperiode gehörte er von 1963 bis 1970 ebenfalls dem Landtag an.
Wegen seiner Lavierens in der Frage der Gemeinde- und Kreisreform geriet er als einseitiger landwirtschaftlicher Standesvertreter in die Kritik junger Parteifreunde, so dass diese ihn mit Walter Remmers an der Spitze als Landtagskandidaten abwählten. 1966 hatte sich Lüken-Klaßen noch innerparteilich gegen dessen Bruder Werner Remmers durchgesetzt, der darauf in Lingen als Direktkandidat aufgestellt worden war.
Enttäuscht von seiner Ausbootung auch im Kreistag trat Lüken-Klaßen aus der CDU aus, nachdem diese ihn 1973 nicht einmal mehr für den Kreistag aufstellte. Er bewarb sich für eine Wählergemeinschaft für den Kreistag und für den Dörpener Samtgemeinderat. Zwar kam er nicht mehr in den Kreistag, doch gehörte er dem Samtgemeinderat für eine Legislaturperiode an.
Schon im Krieg schwerverletzt und dadurch lebenslang gehandicapt, verschlechterte sich sein Gesundheitszustand weiter durch einen schweren Arbeitsunfall sowie einen Verkehrsunfall 1969 auf der Rückfahrt von einer Landtagssitzung. Seitdem konnte der Landwirt sich nur noch mit einer Gehhilfe fortbewegen. Seit einem Schlaganfall 1987 war er auf einen Rollstuhl und Pflege angewiesen.
1956 war er Gründer und erster Vorsitzender der Jungen Union in seinem Landkreis, wo er auch Kreisvorsitzender der Kommunalpolitischen Vereinigung der CDU wurde. Im Jahr 1964 wurde er Bürgermeister der Gemeinde Ahlen in Niedersachsen und von 1964 bis 1972 Bürgermeister von seines Heimatdorfes Ahlen, von 1965 bis 1972 zugleich Samtgemeindebürgermeister der Samtgemeinde Kluse.